# Francis Hayman

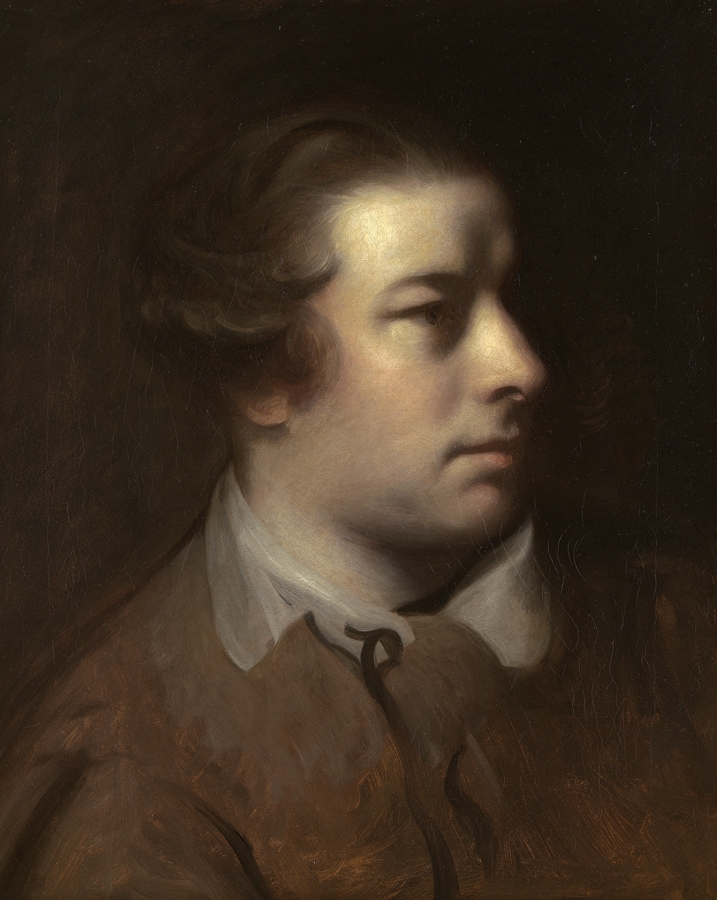
Retrato de Francis Hayman por Sir Joshua Reynolds.

Francis Hayman (Exeter, 1708-2 de febrero de 1776) fue un pintor e ilustrador inglés que se convirtió en uno de los miembros fundadores de la Royal Academy en el año 1768 y más tarde su primer bibliotecario.

## Biografía
Nacido en 1708 en Exeter (Devon), Hayman comenzó su carrera artística como un pintor escenógrafo en los teatros londinenses de Drury Lane (donde también interpretó papeles menores) antes de establecer un taller en St Martin's Lane.
Como artista versátil influido por el estilo rococó francés, logró renombre en los años 1740 a través de pinturas decorativas ejecutadas para los Jardines de Vauxhall en Londres, pero pudo también volverse a los retratos, paisajes y escenas de historia y literatura.
Combinando algunos de ellos, contribuyó con 31 cuadros a la edición de 1744 de las obras de Shakespeare por Sir Thomas Hanmer, y más tarde retrató a muchos de los principales actores contemporáneos en papeles shakespearianos, incluyendo a David Garrick como Ricardo III (1760). También ilustró las novelas de Samuel Richardson.
Fue un hábil maestro. Entre sus alumnos estuvieron Mason Chamberlin, Nathaniel Dance-Holland, Thomas Seton y Lemuel Francis Abbott y también ejerció una fuerte influencia sobre Thomas Gainsborough.
Fue ilustrador de una edición de Don Quijote de la Mancha de 1755, traducida por Tobias Smolett.
Con Joshua Reynolds, Hayman se implicó activamente en la formación de la Society of Artists, predecesora de la Royal Academy, durante los primeros años de la década de los años 1760.